# Bartramia patens
Bartramia patens là một loài rêu trong họ Bartramiaceae. Loài này được Brid. mô tả khoa học đầu tiên năm 1803.